# Île Dikson
L'île Dikson, anciennement île Longue ou Kouzkine, est une île de Russie baignée par la mer de Kara et située au nord-est du golfe de l'Ienisseï.

## Géographie
L'île se trouve à seulement 1,5 kilomètre au large de la côte continentale. Sa superficie est de 25 km2 et elle culmine à 50 mètres d'altitude. L'île se situe à seulement deux heures de vol du pôle Nord. D'un point de vue administratif elle fait partie de la commune urbaine de Dikson qui englobe aussi des terres continentales. L'île abrite également un port, le plus au nord de Russie et est desservie par un aéroport.
Une station météorologique fonctionne sur l'île depuis 1916. Elle est implantée à 73° 30′ 25″ de latitude nord et 80° 32′ 47″ de longitude est. Dikson bénéficie d'un climat polaire océanique permettant seulement à une végétation de toundra de pousser en ces lieux. Les hivers sont longs et rigoureux  avec des températures voisines de −30 °C pour les mois les plus froids tandis que les étés sont courts et très frais avec des températures légèrement supérieures à 0 °C. La température record pour les minimales est de −48,1 °C et pour les maximales de +26,9 °C. La neige ne fond en moyenne que 107 jours par an de  fin juin à début septembre. Le temps est souvent venteux et on compte 88 jours avec du blizzard par an.
| Mois                              | jan.  | fév.  | mars  | avril | mai   | juin | jui. | août | sep. | oct.  | nov.  | déc.  | année |
| --------------------------------- | ----- | ----- | ----- | ----- | ----- | ---- | ---- | ---- | ---- | ----- | ----- | ----- | ----- |
| Température minimale moyenne (°C) | −30   | −28,6 | −25,1 | −21,2 | −10,9 | −2   | 1,4  | 2,6  | −1,1 | −12,1 | −22,9 | −27,7 | −8,9  |
| Température moyenne (°C)          | −26   | −25,4 | −22,6 | −17,4 | −8,1  | 0    | 4,2  | 4,7  | 1,2  | −8,7  | −18,6 | −23,3 | −11,7 |
| Température maximale moyenne (°C) | −22,7 | −21,4 | −17,4 | −13,6 | −5,6  | 1,8  | 6,7  | 6,9  | 2,6  | −7,4  | −16   | −20,5 | −14,8 |
| Précipitations (mm)               | 35    | 27    | 22    | 18    | 20    | 29   | 35   | 44   | 41   | 33    | 22    | 32    | 358   |

## Histoire
Au XVIIe siècle, l'île était connue sous le nom de l'île Longue ou de Kouzkine du nom de son découvreur pomor. En 1875, l'île est renommée Dickson par l'explorateur suédois Adolf Erik Nordenskiöld en hommage au baron suédois Oscar Dickson, un richissime marchand d'origine écossaise qui organisa plusieurs expéditions dans la région Arctique. Le nom est russifié et perdit son c. Il devint le nom officiel de l'île en 1884. En 1915 est installée sur l'île la première station radio de l'Arctique.